# What I Do
What I Do é o décimo primeiro álbum de estúdio do cantor country Alan Jackson. Foi lançado em 7 de setembro de 2004, e produziu quatro singles de Jackson na parada Hot Country Songs: "Too Much of a Good Thing" e "Monday Morning Church", ambos chegaram a # 5, enquanto "The Talkin' Song Repair Blues" e "USA Today" atingiu o # 18.

## Lista de faixas
1. "Too Much of a Good Thing" (Alan Jackson) – 3:10
2. "Rainy Day in June" (Jackson) – 4:40
3. "USA Today" (Jackson) – 3:26
4. "If Love Was a River" (Adam Wright, Shannon Wright) – 3:54
  - vocais de fundo: The Wrights
5. "If French Fries Were Fat Free" (Jackson) – 4:16
6. "You Don't Have to Paint Me a Picture" (Jackson) – 3:45
7. "There Ya Go" (Dan Hill, Keith Stegall) – 3:13
8. "The Talkin' Song Repair Blues" (Dennis Linde) – 2:58
9. "Strong Enough" (A. Wright) – 4:04
10. "Monday Morning Church" (Brent Baxter, Erin Enderlin) – 3:23
  - vocais de fundo: Patty Loveless
11. "Burnin' the Honky Tonks Down" (Billy Burnette, Shawn Camp) – 4:53
  - vocais de fundo: Richard Sterban de The Oak Ridge Boys
12. "To Do What I Do" (Tim Johnson) – 3:00
  - live recording

### Singles
| Ano  | Titulo                          | Posições nas paradas | Posições nas paradas |
| Ano  | Titulo                          | US Country           | US                   |
| ---- | ------------------------------- | -------------------- | -------------------- |
| 2004 | "Too Much of a Good Thing"      | 5                    | 46                   |
| 2004 | "Monday Morning Church"         | 5                    | 54                   |
| 2005 | "The Talkin' Song Repair Blues" | 18                   | 99                   |
| 2005 | "USA Today"                     | 18                   | 107                  |

## Desempenho nas paradas
What I Do estreou em # 1 na Billboard 200 dos EUA vendendo 139 mil cópias, tornando-se seu terceiro álbum # 1; e # 1 no Top Country Albums, tornando-se seu sétimo álbum country # 1. Em outubro de 2004, foi certificado Platina pela RIAA.
| Paradas (2004)                    | Posição |
| --------------------------------- | ------- |
| Canadian Albums Chart             | 2       |
| U.S. Billboard 200                | 1       |
| U.S. Billboard Top Country Albums | 1       |

| Região         | Provedor | Certificação | Vendas / Remessas |
| -------------- | -------- | ------------ | ----------------- |
| Estados Unidos | RIAA     | Platina      | 1,000,000+        |